# متلازمة عينية مخية كلوية
متلازمة عينية مخية كلوية (بالإنجليزية: Oculocerebrorenal syndrome)‏ (وتسمى أيضًا متلازمة لوي) هي اضطرابٌ نادرٌ مرتبطٌ بالأكسجين ويتميز باعتام عدسة العين في كلتا العينين عند الولادة، ونقص التوتر، والإعاقة الذهنية، الحماض الأنبوبي القريب، تقرح القرنية، الكساح ومقاومة امتصاص فيتامين د، الارتخاء، مشاكل في الكلى، ونقص في الأنزيمات. يمكن اعتبار متلازمة لوي سبباً لمتلازمة فانكوني (البيكاربونات، الحماض الانبوبي الكلوي، فقدان البوتاسيوم، وفقدان الصوديوم ).

## علامات وأعراض
نظرًا لأن متلازمة لوي هي حالة تنكسية مرتبطة بالأكسجين، فإن المرض يتطور في الغالب عند الرجال أكثر من النساء، في حين أن النساء حاملات للمرض؛ يبلغ معدل انتشاره 1 من بين 500000 شخص. الأولاد المصابون بمتلازمة لوي يولدون بمرض الساد في كلتا العينين يصاب بالزرق حوالي نصف الأفراد المصابين بمتلازمة لوي، لكن ليس عادة عند الولادة. على الرغم من عدم وجودها عند الولادة، إلا أن مشاكل الكلى تتطور لدى العديد من الأولاد المصابين في عام واحد تقريبًا. تتميز أمراض الكلى بفقد غير طبيعي لبعض المواد في البول، بما في ذلك بيكربونات، الصوديوم، البوتاسيوم، الأحماض الأمينية، الأحماض العضوية، الألبومين، الكالسيوم، الكارنيتين. تُعرف هذه المشكلة بخلل وظيفي أنبوبي كلوي من النوع فانْكونِي.

## علم الوراثة

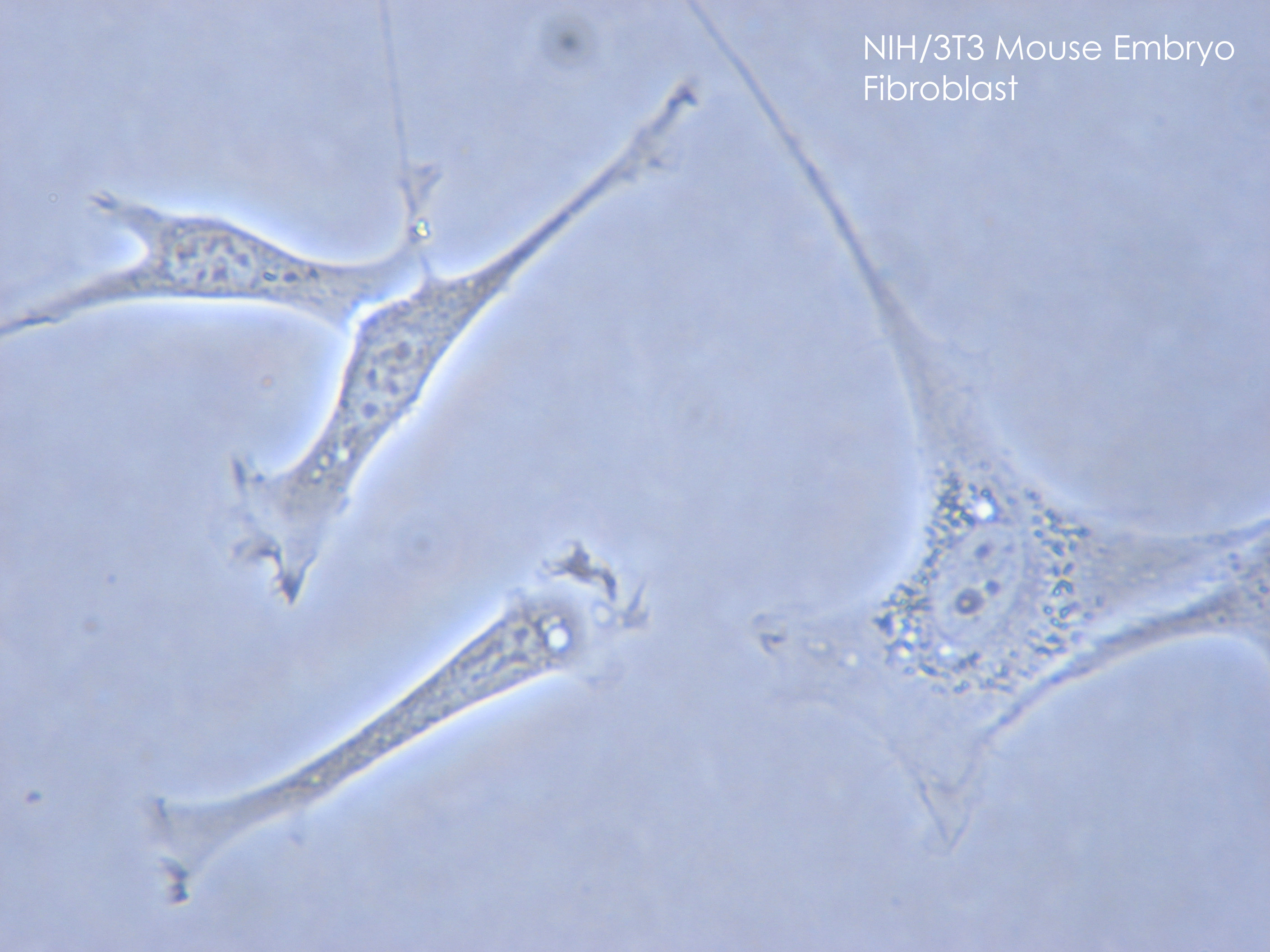
الليفية

سبب هذه المتلازمة هو حدوث طفرات في جين OCRL1 الذي يشفر polyphosphate-5-phosphatase. هناك آلية واحدة على الأقل تؤدي بها هذه الطفرات إلى حدوث هذه المتلازمة وهي فقدان مجال الربط الخاص بها.
يرتبط هذا البروتين بالأهداب الرئيسية للخلايا الظهارية الصبغية للشبكية، الخلايا الليفية، وخلايا الكلية الأنبوبية. هذا يشير إلى أن هذه المتلازمة ناتجة عن خلل في الأهداب في هذه الخلايا. هناك حوالي 120 طفرة مرتبطة بهذه الحالة وجين OCRL المرتبط بمتلازمة عينية العين

## التشخيص
يمكن أن يتم تشخيص متلازمة الدماغي القلبي عن طريق الاختبارات الجينية ومن بين التحقيقات المختلفة التي يمكن القيام بها:
- تحليل البول
- تصوير بالرنين المغناطيسي
- اختبار الدم

## علاج
فيما يتعلق بمعالجة متلازمة العين العقلية للأفراد الذين يعانون من هذه الحالة، يشمل ما يلي:
- السيطرة على الجلوكوما (عن طريق الدواء)
- التغذية الأنبوبية المعوية
- علاج بدني
- كلوميبرامين
- سيترات البوتاسيوم

## تاريخ
تم وصفه لأول مرة في عام 1952 من قبل تشارلز لوي وزملاؤه في مستشفى ماساتشوستس العام في بوسطن. نظرًا لوجود ثلاثة أعضاء رئيسية في الجهاز (العين والدماغ والكلى)، تُعرف باسم متلازمة العين العقيمة.